# 조은서 (배우)
조소유(2000년 5월 24일 ~ )는 대한민국의 여성 배우이다.

## 주요 이력
2007년 연기자 데뷔한 그녀는 2016년 7월, EBS 1TV 프로그램 톡 톡 보니 하니의 하니 캐릭터 후보로도 출전하여 본선 진출하였다.

## 출연작

### 연극
- 2012년 《북간도》 ... (단역)

### TV 프로그램
- 2013년 EBS TV 《리얼 체험 땀》
- 2014년 투니버스 《캐릭 아일랜드》
- 2016년 EBS TV 《톡 톡 보니 하니》 ... 하니 캐릭터 후보

### TV 시리즈
- 2007년 - TVN 《막돼먹은 영애씨 시즌 2》 ... (단역)
- 2014년 - EBS TV 《플루토 비밀 결사대》  ... (단역)

### 영화
- 2014년 《밀애》  - 영선 역